# Bikar karla 2019
La Bikar karla 2019, nota anche come Borgunarbikar per motivi di sponsorizzazione, è stata la 60ª edizione del torneo. È iniziata il 10 aprile 2019 con le prime partite dei turni di eliminazione ed è terminata il 14 settembre con la finale. Lo Stjarnan era la squadra campione in carica. Il Víkingur ha vinto il torneo per la seconda volta nella sua storia.

## Primo turno
| Squadra 1       | Risultato   | Squadra 2        |
| --------------- | ----------- | ---------------- |
| 10 aprile 2019  |             |                  |
| Kári            | 5 - 1       | Hamar            |
| 11 aprile 2019  |             |                  |
| Afturelding     | 6 - 0       | Léttir           |
| Elliði          | 8 - 1       | Alafoss          |
| Fram Reykjavík  | 2 - 1       | GG               |
| Grótta          | 8 - 2       | Álftanes         |
| ÍR Reykjavík    | 5 - 0       | SR               |
| Ýmir            | 6 - 1       | Afríka           |
| 12 aprile 2019  |             |                  |
| Fenrir          | 0 - 2       | Ægir             |
| KFG             | 1 - 2 (dts) | Reynir Sandgerði |
| Vængir Júpíters | 9 - 0       | Kóngarnir        |
| ÍH              | 3 - 0       | Björninn         |
| Kría            | 1 - 2       | KA Hafnarfjordur |
| Mídas           | 1 - 0       | Ísbjörninn       |
| 13 aprile 2019  |             |                  |
| Augnablik       | 8 - 1       | Árborg           |
| Dalvík/Reynir   | 6 - 0       | Samherjar        |
| Haukar          | 5 - 2       | KFS              |
| Höttur/Huginn   | 3 - 1       | Einherji         |
| Kórdrengir      | 7 - 0       | KM               |
| Nökkvi          | 2 - 4       | KF Fjallabyggðar |
| Tindastóll      | 5 - 0       | Aeskan           |
| Vestri          | 1 - 0       | Víðir Garði      |
| Hvíti riddarinn | 4 - 1       | Kormákur/Hvöt    |
| Hörður Í.       | 1 - 5       | Berserkir        |
| KFR             | 1 - 0       | KH Reykjavík     |
| 14 aprile 2019  |             |                  |
| Skallagrímur    | 1 - 4       | KV               |
| Ulfarnin        | 6 - 1       | Vatnaliljur      |
| Selfoss         | 3 - 0       | Þróttur Vogum    |
| 15 aprile 2019  |             |                  |
| KB              | 2 - 1       | Snæfell          |

## Secondo turno
| Squadra 1         | Risultato   | Squadra 2        |
| ----------------- | ----------- | ---------------- |
| 13 aprile 2019    |             |                  |
| Sindri Hofn       | 5 - 1       | Leiknir F.       |
| 17 aprile 2019    |             |                  |
| Fram Reykjavík    | 6 - 0       | Ýmir             |
| Leiknir           | 1 - 4       | Fjölnir          |
| KA Hafnarfjordur  | 4 - 2       | Berserkir        |
| 18 aprile 2019    |             |                  |
| Afturelding       | 3 - 2       | Selfoss          |
| Þróttur           | 2 - 0       | Reynir Sandgerði |
| Elliði            | 1 - 2 (dts) | Mídas            |
| Grótta            | 10 - 0      | KFR              |
| ÍR Reykjavík      | 3 - 0       | KV               |
| KB                | 1 - 2 (dts) | Ægir             |
| Keflavík          | 1 - 0       | Haukar           |
| Kórdrengir        | 1 - 0       | Vængir Júpíters  |
| Víkingur Ólafsvík | 2 - 6       | Ulfarnin         |
| Hvíti riddarinn   | 0 - 6       | Njarðvík         |
| ÍH                | 0 - 3       | Augnablik        |
| 20 aprile 2019    |             |                  |
| KF Fjallabyggðar  | 0 - 4       | Magni            |
| Höttur/Huginn     | 0 - 2       | KFF Fjarðabyggð  |
| Þór               | 2 - 3       | Dalvík/Reynir    |
| Vestri            | 3 - 1       | Kári             |
| 24 aprile 2019    |             |                  |
| Völsungur         | 3 - 1       | Tindastóll       |

## Terzo turno
| Squadra 1        | Risultato   | Squadra 2        |
| ---------------- | ----------- | ---------------- |
| 28 aprile 2019   |             |                  |
| Vestri           | 2 - 1 (dts) | Ulfarnin         |
| 30 aprile 2019   |             |                  |
| Ægir             | 0 - 4       | Þróttur          |
| Fram Reykjavík   | 1 - 3 (dts) | Njarðvík         |
| Grindavík        | 4 - 1       | Afturelding      |
| ÍR Reykjavík     | 1 - 3       | Fjölnir          |
| Keflavík         | 1 - 0       | Kórdrengir       |
| 1º maggio 2019   |             |                  |
| Augnablik        | 0 - 3       | ÍA Akraness      |
| Fylkir           | 2 - 1       | Grótta           |
| Völsungur        | 4 - 0       | Mídas            |
| KA Hafnarfjordur | 1 - 2       | Víkingur         |
| HK Kópavogur     | 5 - 1       | KFF Fjarðabyggð  |
| KR Reykjavík     | 5 - 0       | Dalvík/Reynir    |
| Magni            | 1 - 10      | Breiðablik       |
| Sindri Hofn      | 0 - 5       | KA Akureyri      |
| ÍBV Vestmannæyja | 1 - 0 (dts) | Stjarnan         |
| Valur            | 1 - 2       | FH Hafnarfjörður |

## Ottavi di finale
| Squadra 1        | Risultato       | Squadra 2    |
| ---------------- | --------------- | ------------ |
| 28 maggio 2019   |                 |              |
| Grindavík        | 3 - 1           | Vestri       |
| Víkingur         | 1 - 1 (5-4 dtr) | KA Akureyri  |
| Keflavík         | 0 - 1 (dts)     | Njarðvík     |
| 29 maggio 2019   |                 |              |
| ÍBV Vestmannæyja | 2 - 0           | Fjölnir      |
| 30 maggio 2019   |                 |              |
| Völsungur        | 0 - 2           | KR Reykjavík |
| FH Hafnarfjörður | 2 - 1           | ÍA Akraness  |
| Breiðablik       | 3 - 1           | HK Kópavogur |
| Þróttur          | 1 - 3           | Fylkir       |

## Quarti di finale
| Squadra 1        | Risultato   | Squadra 2 |
| ---------------- | ----------- | --------- |
| 26 giugno 2019   |             |           |
| ÍBV Vestmannæyja | 2 - 3       | Víkingur  |
| 27 giugno 2019   |             |           |
| Breiðablik       | 4 - 2 (dts) | Fylkir    |
| FH Hafnarfjörður | 7 - 1       | Grindavík |
| KR Reykjavík     | 3 - 0       | Njarðvík  |

## Semifinali
| Squadra 1        | Risultato | Squadra 2    |
| ---------------- | --------- | ------------ |
| 14 agosto 2019   |           |              |
| FH Hafnarfjörður | 3 - 1     | KR Reykjavík |
| 15 agosto 2019   |           |              |
| Víkingur         | 3 - 1     | Breiðablik   |

## Finale
| Arbitro: | Gudmundsson |

|                     |           |  |
| Karlsson 57’ (rig.) | Marcatori |  |